# グレアム・オブリー

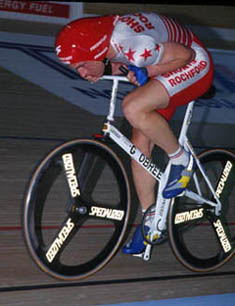
グレアム・オブリー

グレアム・オブリー（Graeme Obree、1965年9月11日 - ）は、イギリスのウォリックシャー出身の、トラックレースに特化した自転車選手。特に自作の自転車で、最大の栄誉のひとつとされるアワーレコードの樹立を果たした事で有名。スコットランドで育ったため、現役中は『フライング・スコッツマン(Flying Scotsman)』と呼ばれた。
オブリーは過去に2度アワーレコードの記録を更新したほか（1993年7月17日:51.596 km、1994年4月27日:52.713 km）、1993年と1995年に世界選手権自転車競技大会の男子個人追抜競走で優勝している。
スーパーマンポジションと呼ばれるスタイルを開発したが、世界大会で世界記録を出した後に国際自転車競技連合はスーパーマンポジションを禁止した。

## オールド・フェイスフル
彼の自転車は自作であり、非常に独創的な形をしている。フロントフォークは片側のみ、フレームにはチューブが一本だけあり、通常のホリゾンタルフレームではBBと後輪を直線的につなぐチェーンステイがクランクとの干渉を避けるために斜め上方から後輪とつながっている。またハンドルの位置は通常より非常に近い奇妙な形状である。しかし全てが空気抵抗を軽減する工夫のために考案されたものであり、例えばトップチューブとダウンチューブを兼ねた一本だけのフレーム前面（前三角）と独特のチェーンステイ、シートステイ（後三角）を持つフレーム形状により極端に狭いボトムブラケット幅でもフレームにより両足のペダリングが妨げられず、また通常より極端に近いハンドル位置は両腕を曲げてハンドルの上に上体の全荷重をかけて伏せるような姿勢（『タック・ポジション』『オブリー・ポジション・マーク・ワン』と呼ばれた）を可能にした。自転車で高速走行をする上で最大の障壁は空気抵抗であり、このタック・ポジションは空気抵抗の軽減に非常に効果があった。
またこの自転車に使われた材料も非常にユニークで、独特な形状のフレームとハンドルは子供用の自転車をもとに自宅のガレージで溶接を施して作られたほか、ベアリングには廃材で棄てられていた洗濯機の部品まで使われていた。これは空気抵抗の低減のためにQファクターを狭めるためには既存のBB規格では不可能なため、より幅の狭い規格外のBBを独自に作るために洗濯機の薄く耐久性の高いベアリングが最適だったため。この独創的な自転車を彼は『オールド・フェイスフル』と名づけていたが、これでフランチェスコ・モゼール以来破られる事のなかったアワーレコードの更新に成功、また個人追抜競争の世界選手権でも改良型のオールド・フェイスフルが使われ、優勝している。一方、フランチェスコ･モゼールもこの記録更新に刺激され、オールド・フェイスフルに類似したフレームとタック・ポジションを用いて自己記録を更新した。
現在では、このオールド・フェイスフルで国際自転車競技連合（UCI）公認の競技に参加する事はできない。しかし、自転車の工学的な可能性に貢献した理由からエディンバラのスコットランド博物館に保管展示されている（映画では、2台のレプリカが用意され、撮影後はリバーサイド・ミュージアムに展示された）。

## UCIとの確執
しかしオブリーの記録は一週間も経たない間にクリス・ボードマンが更新。さらにUCIが使われる自転車の規定を変更、彼の独創的なスタイルは禁止される事となる。さらにこの変更は明文化されていない状態でもあったので、彼が個人追い抜きの世界選手権開始の一時間前にその変更の事実を知るという事もあった。また同年彼の兄弟が死去、彼は躁鬱に苦しむ事になる。このような四面楚歌の状態を克服し、彼は新たなポジションを考案する。今度は腕をまっすぐ前方に伸ばすポジション（俗に『スーパーマン・ポジション』または『オブリー・ポジション・マーク・ツー』と呼ばれる）を考案、再び1994年4月27日にアワーレコード（52.713 km）を奪取した。（なおこの記録は、同年9月2日にミゲル・インドゥラインが53.040kmを出して更新している）
2000年にUCIがアワーレコードを『伝統的な（すなわち空力効率のために特化したエアロ形状になっていない）』形状のトラックレーサーで行うこととし、1972年のエディ・メルクスの記録(49.43195 km)以降の伝統的でない自転車によって作られた記録をすべて抹消する措置をとったため、オブリーの記録も公式記録としては抹消されてしまった。後に「UCIベストヒューマンエフォート」というアワーレコードとは別の分類で記録は認められている。しかし記録のための最新機材、風洞実験などを購う資金のないセミアマチュアの自転車選手である彼が、革新的な発想とそれを具現化させる努力をもって、アワーレコードの更新記録を樹立したという業績、また前述のように伝統を尊ぶUCIが課す度重なるルール変更にもめげず、自転車の技術的可能性を追求した姿には、ファンだけでなく他の自転車競技選手からの賞賛の声も多い。

## 21世紀以降
2003年にうつ病と自殺念慮などへの治療の一環として自伝『フライング・スコッツマン』を執筆、2006年にはジョニー・リー・ミラー主演で同名の題名（但し邦題は『トップ・ランナー』）で映画化されている。
2009年には自作の自転車と『オブリー・ポジション・マーク・ツー』で、再びアワーレコードに挑戦する予定だったが、資金面や自転車と競技会場の相性問題から断念した。また。ストリームライナーによるHPVの記録更新を狙うとともに、自分と同じように鬱に苦しむ人間向けの本を執筆している。
2011年1月31日付のスコティッシュ・サン紙上で、自らが同性愛者（ゲイ）であるがゆえに、双極性障害に苦しめられていたことを告白した。